# Nullabora flavoguttata
Nullabora flavoguttata är en bönsyrseart som beskrevs av Tindale 1923. Nullabora flavoguttata ingår i släktet Nullabora och familjen Mantidae. Inga underarter finns listade i Catalogue of Life.